# 2015 au Guatemala
Cet article présente les faits marquants de l'année 2015 au Guatemala.

## Évènements
- 2 septembre : le président Otto Pérez Molina démissionne à la suite d'un scandale de corruption ; il est remplacé par le vice-président Alejandro Maldonado Aguirre.
- 6 septembre : élections générales et 1er tour de l'élection présidentielle.
- 1er octobre : un glissement de terrain à Santa Catarina Pinula fait au moins 130 morts[1].
- 25 octobre : second tour de l'élection présidentielle, Jimmy Morales est élu.